# Walther Rehm
Walther Rehm (* 13. November 1901 in Erlangen; † 6. Dezember 1963 in Freiburg im Breisgau) war ein deutscher Literaturwissenschaftler.

## Leben und Familie
Rehm verbrachte einen Großteil seiner Schulzeit in Straßburg und legte 1919 sein Abitur am Maximiliansgymnasium München ab. Danach studierte er Germanistik, Geschichte und Kunstgeschichte an der Universität München.
1923 wurde er mit einer Arbeit über das literarische Renaissancebild des 18. und 19. Jahrhunderts zum Dr. phil. promoviert und war seit 1929 Privatdozent für Neuere deutsche Literaturgeschichte in München. Am 3. November 1940 beantragte er die Aufnahme in die NSDAP und wurde zum 1. Januar 1941 aufgenommen (Mitgliedsnummer 8.397.583). Er war auch Mitglied im NS-Lehrerbund und der NSV.
Nach einer Lehrstuhlvertretung war Rehm seit 1940 ordentlicher Professor für Neuere Deutsche Literaturgeschichte an der Universität Gießen. Von 1943 bis zu seinem Tode lehrte er an der Universität Freiburg.
Sein Sohn war der Musikwissenschaftler Wolfgang Rehm.

## Werk
Zur Zeit des Nationalsozialismus vermochte sich Rehm in seinen wissenschaftlichen Arbeiten vom völkischen Zeitgeist zu lösen, indem er sich gezielt dem Unheroischen etwa in den Werken Dostojewskis, Kierkegaards und Jean Pauls zuwendete. Besonders einflussreich blieben seine Studien zum Nachleben der Antike (Griechentum und Goethezeit) sowie zum Totenkult bei Novalis, Hölderlin und Rilke (Orpheus. Die Dichter und die Toten). Schließlich war er auch historisch-kritischer Editor tätig. Besondere Verdienste erwarb er sich um die Edition der Briefe von und an Johann Joachim Winckelmann.

## Mitgliedschaft in Gesellschaften und Akademien
- 1944 Mitglied des Deutschen Archäologischen Instituts
- 1956 korrespondierendes Mitglied der Bayerischen Akademie der Wissenschaften.[2]
- Mitglied der Winckelmann-Gesellschaft in Stendal

## Ehrungen
- 1960 Winckelmann-Plakette der Stadt Stendal

## Schriften (Auswahl)
- Das Werden des Renaissancebildes in der deutschen Dichtung vom Rationalismus Bis zum Realismus. (1924)
- Geschichte des deutschen Romans I. Vom Mittelalter bis zum Realismus. (Slg. Göschen Bd. 229) De Gruyter, Berlin/Leipzig 1927
- Geschichte des deutschen Romans II. Vom Naturalismus bis zur Gegenwart. (Slg. Göschen Bd. 956) De Gruyter, Berlin/Leipzig 1927
- Der Todesgedanke in der deutschen Dichtung vom Mittelalter bis zur Romantik. (1928 / 2. Aufl. 1967)
- Der Renaissancekult um 1900 und seine Überwindung. (1929)[3]
- Jacob Burckhardt. ( Biographie ) von Walter Rehm . Verlag Huber Frauenfeld u. Leipzig 1930
- Der Untergang Roms im abendländischen Denken. (1930 / 2. Aufl. 1966)
- Griechentum und Goethezeit. (1936 / 4. Aufl. 1969)
- Europäische Romdichtung. (1939 / 2. Aufl. 1969)
- Experimentum Medietatis. (1947) Neu herausgegeben in 2 Bänden unter den Titeln:
  - Jean Paul und Dostojewski. Zur dichterischen Gestaltung des Unglaubens. (Kleine Vandenhoeck-Reihe) Vandenhoeck&Ruprecht, Göttingen 1962
  - Gontscharow und Jacobsen oder Langeweile und Schwermut. (Kleine Vandenhoeck-Reihe) Vandenhoeck&Ruprecht, Göttingen 1963
- Kierkegaard und der Verführer (1949)
- Orpheus. Die Dichter und die Toten (1950)
- Nachsommer. Zur Deutung von Stifters Dichtung. (1951)
- Götterstille und Göttertrauer (1951). Aufsatzsammlung
- Begegnungen und Probleme. (1957)
- Späte Studien. (1964)
- Der Dichter und die neue Einsamkeit. Aufsätze zur Literatur um 1900. (1969)